# Clemens Krauss
Clemens Heinrich Krauss (1893-1954) là nhạc trưởng người Áo. Ông là người có nỗ lực trong việc đưa âm nhạc của nhà Strauss vào buổi biểu diễn thường niên Neujahrskonzert của Dàn nhạc Viên. Krauss là người chỉ huy buổi biểu diễn chỉ toàn nhạc của gia đình danh tiếng này vào năm 1929 với dàn nhạc này.

## Sách tham khảo
- Maschat, Erik (1971). "Clemens Krauss," trans. Peter Hutchison, Recorded Sound, No. 42-43, 740-746
- Joseph Gregor, Clemens Krauss: Seine Musikalische Sendung (Munich, 1953)
- G. K. Kende and Signe Scanzoni, Der Prinzipal: Clemens Krauss-Fakten, Vergleiche, Rückschlüsse (Berlin, 1988) ISBN 3-7952-0549-2